# Д’Амброзио, Паулина
Паулина д’Амброзио (итал. Paulina d'Ambrosio; 19 марта 1890, Сан-Паулу — 10 августа 1976) — бразильская скрипачка и музыкальный педагог.

## Биография
В 1905—1907 гг. училась в Брюссельской консерватории.
Паулина д’Амброзио считалась выдающейся исполнительницей произведений Эйтора Вилла-Лобоса, ей посвящены несколько сочинений Вилла-Лобоса, в том числе Дуэт для скрипки и альта (1946).
На протяжении 42 лет преподавала в Национальной школе музыки. Среди учеников д’Амброзио — композитор Сезар Герра-Пейши, дирижёр Энрике Мореленбаум, скрипачи Натан Шварцман и Мариучча Яковино и другие заметные бразильские музыканты.
В 2003 г. в Бразилии создано Трио имени д’Амброзио, в состав которого вошли её ученик скрипач Айзик Геллер, арфистка Мария Селия Мачадо и пианистка Мария Хелена де Андраде. Именем д’Амброзио названа улица (порт. Rua Paulina D'Ambrosio) в Рио-де-Жанейро (район Жакарепагуа).